# 식객 (드라마)
《식객》은 만화가 허영만 화백의 동명의 원작을 극화한 작품으로서, JS픽쳐스에서 제작하고 SBS에 2008년 6월 17일부터 9월 9일까지 방영한 음식과 요리 대결을 소재로 한 월화드라마이다.
서양적 이미지가 가미된 여타 요리 드라마와는 달리, 한식을 소재로 하여, 동양적인 이미지를 가미한 요리 드라마로서, 운암정을 배경으로 만들었다. 이전의 영화 식객에서 미처 담아내지 못한 원작에서의 구성이나 배역등이 원작과 100% 동일하게 제작되어, 모든 계층이 누구나 공감할 수 있는 요리 드라마로 수 많은 시청자들에게 큰 반향을 불러 일으켰다.
방송 개시 전날인 2008년 6월 16일에는 전야제스페셜 프로그램인 '미리 만나보는 식객'이 탤런트 이효정의 진행, 탤런트 양희경의 내레이션과 함께 방송되었다.

## 등장 인물

### 주요 인물
- 김래원 : 대령숙수 후손 이성찬(아역: 노영학, 강이석) 역
- 남상미 : 포인트 김진수 기자 역
- 권오중 : 운암정 오봉주 이사 → 대표 역
- 김소연 : 운암정 기획조정실장 윤주희 역
- 원기준 : 운암정 제1조리장 공민우 이사 역

### 그외 인물들
- 최불암 : 운암정 대표 오성근 숙수(오봉주 부친) 역
- 정진 : 자운 선생 역
- 심양홍 : 강수요 윤 회장 (윤희주 부친) 역
- 김애경 : 조향숙 여사 (장고 담당) 역
- 강남길 : 포인트 편집국장 한정식 부장 역
- 김다인 : 포인트 장미란 기자 역
- 이원용 : 정형사(식육처리기능사) 출신 최종구 이사 역
- 이원종 : 오달평 (메인디쉬 담당) 역
- 심훈기 : 이기정 역 - 민우 보조
- 김선혁 : 상기 역
- 최재환 : 석동(돌맹이) 역 - 성찬 보조
- 도윤주 : 총 지배인 역
- 김혜정 : 강 매니저 역
- 장문석 : 견인기사 역
- 양택조 : 대진유통 서 회장 역
- 조상구 : 정형사(식육처리기능사) 강편수 역
- 한지원 : 강편수의 딸 강소영 역
- 신우철 : 강소영의 남편 강편수의 사위 성준 역
- 전제향 : 전제향 역 - 소고기 경합대회 MC (특별출연)
- 유형관 : 택시기사 역
- 이영광 : 맛 칼럼리스트 테드 오 역
- 김성겸 : 경원그룹 장재문 회장 역
- 유순철 : 영덕 대장간 대장장이 역
- 이금주 : 밀양박씨 종부 역
- 김지영 : 치매(알츠하이머) 할머니 역
- 이경영 : 성찬 부친 역
- 강지운 : 판정관 역
- 강신범
- 여진구 : 호태 역 - 꽃순(소) 주인
- 이경진 : 진수 엄마 역
- 정영숙 : 분여사 역 - 송어 맑은탕 조리 전문
- 이기영 : 마쓰모토 주니치 회장 역
- 김현구 : 마쓰모토 주니치 회장 비서 겸 한식 일식 조리사 기무라 소요 역
- 최송현 : 요리대결 진행자 (최종회 운암정 마쓰모토 대결 편) 역(우정출연)
- 임현식 : 최종회 닭갈비집 주인 겸 조리사 역
- 김영민
- 조재현 : 대한제국 순종 역
- 이효정 : 대령숙수 역(구한말 시대)
- 강지운
- 정인기 : 강편수 후배 정형사 이성찬 지인

- 송민형 : 성찬의 아버지 역
- 김정하 : 성찬의 어머니 역

## 원작과의 차이
- 한국계 미국인 학자인 테드 오가 원작에서는 60대로 나오지만, 드라마에서는 젊은 사람으로 나온다.
- 종구, 기정, 상기, 석동, 주희는 원작에는 없다. 민우는 원작에도 나오는 인물이지만 설정이 다르다.
- 원작에는 오봉주 숙수의 부친과 이성찬은 운암정 사장과 요리사인데, 드라마에서는 양아버지와 아들로 나온다. 이성찬과 오봉주 숙수의 관계도 친구이자 라이벌인 원작과는 달리, 극 중에선 동생과 형으로 나온다.

## 시청률
최저 시청률과 최고 시청률은 시청률 조사회사와 지역별로 시청률에 차이가 있을 수 있습니다.
| 2008년 | 2008년   | 2008년         | 2008년       | 2008년         | 2008년       |
| 회차   | 방송일   | TNmS 시청률    | TNmS 시청률  | AGB 시청률     | AGB 시청률   |
| 회차   | 방송일   | 대한민국(전국) | 서울(수도권) | 대한민국(전국) | 서울(수도권) |
| ------ | -------- | -------------- | ------------ | -------------- | ------------ |
| 제1회  | 6월 16일 | 13.2%          | 13.9%        | 15.2%          | 17.0%        |
| 제2회  | 6월 17일 | 16.1%          | 17.5%        | 15.2%          | 17.0%        |
| 제3회  | 6월 23일 | 16.4%          | 17.7%        | 15.2%          | 16.3%        |
| 제4회  | 6월 24일 | 16.0%          | 17.3%        | 15.1%          | 16.5%        |
| 제5회  | 6월 30일 | 16.4%          | 17.0%        | 17.5%          | 19.0%        |
| 제6회  | 7월 1일  | 18.3%          | 19.4%        | 17.8%          | 19.8%        |
| 제7회  | 7월 7일  | 18.1%          | 19.3%        | 17.0%          | 18.7%        |
| 제8회  | 7월 8일  | 20.2%          | 20.7%        | 18.3%          | 20.2%        |
| 제9회  | 7월 14일 | 18.9%          | 20.1%        | 18.7%          | 20.9%        |
| 제10회 | 7월 15일 | 20.7%          | 21.8%        | 19.7%          | 21.6%        |
| 제11회 | 7월 21일 | 22.0%          | 23.5%        | 20.0%          | 22.8%        |
| 제12회 | 7월 22일 | 22.4%          | 23.3%        | 19.3%          | 21.1%        |
| 제13회 | 7월 28일 | 21.7%          | 21.6%        | 19.0%          | 19.8%        |
| 제14회 | 7월 29일 | 23.5%          | 24.4%        | 20.7%          | 23.1%        |
| 제15회 | 8월 4일  | 20.7%          | 21.1%        | 19.0%          | 20.7%        |
| 제16회 | 8월 5일  | 23.4%          | 23.4%        | 20.6%          | 22.8%        |
| 제17회 | 8월 11일 | 23.5%          | 24.0%        | 20.7%          | 22.6%        |
| 제18회 | 8월 18일 | 22.1%          | 23.0%        | 20.2%          | 22.2%        |
| 제19회 | 8월 25일 | 23.3%          | 23.9%        | 21.5%          | 22.8%        |
| 제20회 | 8월 26일 | 22.9%          | 23.3%        | 20.9%          | 22.3%        |
| 제21회 | 9월 1일  | 20.6%          | 21.5%        | 20.1%          | 21.8%        |
| 제22회 | 9월 2일  | 19.1%          | 20.5%        | 19.3%          | 20.5%        |
| 제23회 | 9월 8일  | 20.5%          | 21.2%        | 19.4%          | 20.9%        |
| 제24회 | 9월 9일  | 26.7%          | 27.9%        | 25.5%          | 28.0%        |

## 사운드 트랙
| #   | 제목                             | 작사           | 작곡                        | 재생 시간 |
| --- | -------------------------------- | -------------- | --------------------------- | --------- |
| 1.  | 〈운암정의 아침〉                |                | 이필호                      | 2:55      |
| 2.  | 〈선물〉 (이적)                  | 이적           | 이적                        | 3:19      |
| 3.  | 〈꿈의 시간들〉 (테이)           | 조예진, 김선영 | 김민규                      | 4:29      |
| 4.  | 〈첫사랑 (Drama Ver.)〉 (이소라) | 이소라         | 김민규                      | 4:39      |
| 5.  | 〈눈이 하는 말〉 (신혜성)        | 성환           | 성환                        | 4:30      |
| 6.  | 〈Love me〉 (스위트 피)          | 조예진, 김선영 | 김민규                      | 3:18      |
| 7.  | 〈벚꽃지다 (Drama Ver.)〉 (말로) | 말로           | 이주엽                      | 4:19      |
| 8.  | 〈사랑과 별〉                    |                | 이필호                      | 2:40      |
| 9.  | 〈너에게〉 (캐스커)              | Juuno (캐스커) | Juuno (캐스커)              | 3:27      |
| 10. | 〈식객〉                         |                | 이필호, 박종미              | 0:51      |
| 11. | 〈비밀〉 (짙은, 한희정)          | 조예진, 김선영 | 김민규                      | 3:39      |
| 12. | 〈Heyday〉 (파니 핑크)           | 윤인영 (묘이)  | 윤인영 (묘이), 홍재목, 영빈 | 3:19      |
| 13. | 〈내 꿈을 향해서〉 (레몬트리)    | 펄케이         | 레몬트리, 김욱              | 3:39      |
| 14. | 〈경합〉                         |                | 이필호, 박종미              | 1:51      |
| 15. | 〈운명〉                         |                | 박종미                      | 2:29      |

| #   | 제목                          | 가수                 | 재생 시간 |
| --- | ----------------------------- | -------------------- | --------- |
| 1.  | 〈세상 밖으로〉               | 이필호               | 2:34      |
| 2.  | 〈그대 좋아하는 계절이 와요〉 | 나윤권               | 3:59      |
| 3.  | 〈새로운 세상〉               | 김래원               | 3:36      |
| 4.  | 〈그대를 듣죠〉               | U                    | 4:38      |
| 5.  | 〈친구〉                      | 소규모 아카시아 밴드 | 3:19      |
| 6.  | 〈바라보는 사랑〉             | 이필호               | 2:55      |
| 7.  | 〈도마와 칼〉                 | 이필호               | 2:21      |
| 8.  | 〈늘 푸른 풍경처럼〉          | 타루                 | 4:26      |
| 9.  | 〈Moonrise (Drama Ver.)〉     | 스위트 피            | 2:27      |
| 10. | 〈아파도〉                    | 조이락               | 4:33      |
| 11. | 〈불꽃〉                      | 이필호               | 1:45      |
| 12. | 〈내일을 향해〉               | 이필호               | 1:33      |
| 13. | 〈부족한 사랑〉               | 은우                 | 4:19      |
| 14. | 〈Love Me〉                   | 이지형               | 3:18      |
| 15. | 〈회상〉                      | 이필호               | 2:02      |
| 16. | 〈잃어버린 나〉               | 이필호               | 2:05      |
| 17. | 〈사랑일까요〉                | 설희                 | 4:15      |
| 18. | 〈햇살〉                      | 이필호               | 2:02      |
| 19. | 〈트럭에 몸을 싣고〉          | 이필호               | 1:55      |
| 20. | 〈사랑〉                      | 이필호               | 2:36      |

## 수상 경력
- 2008년 SBS 연기대상 10대 스타상 김래원
- 2008년 SBS 연기대상 특별기획부문 여자조연상 김소연

- 2008년 코리아드라마페스티벌 남자 우수상 김래원
- 2008년 제16회 대한민국문화연예대상 드라마 방송부문 우수상 원기준

## 같이 보기
- 식객